# Olof Jonasson Wiström

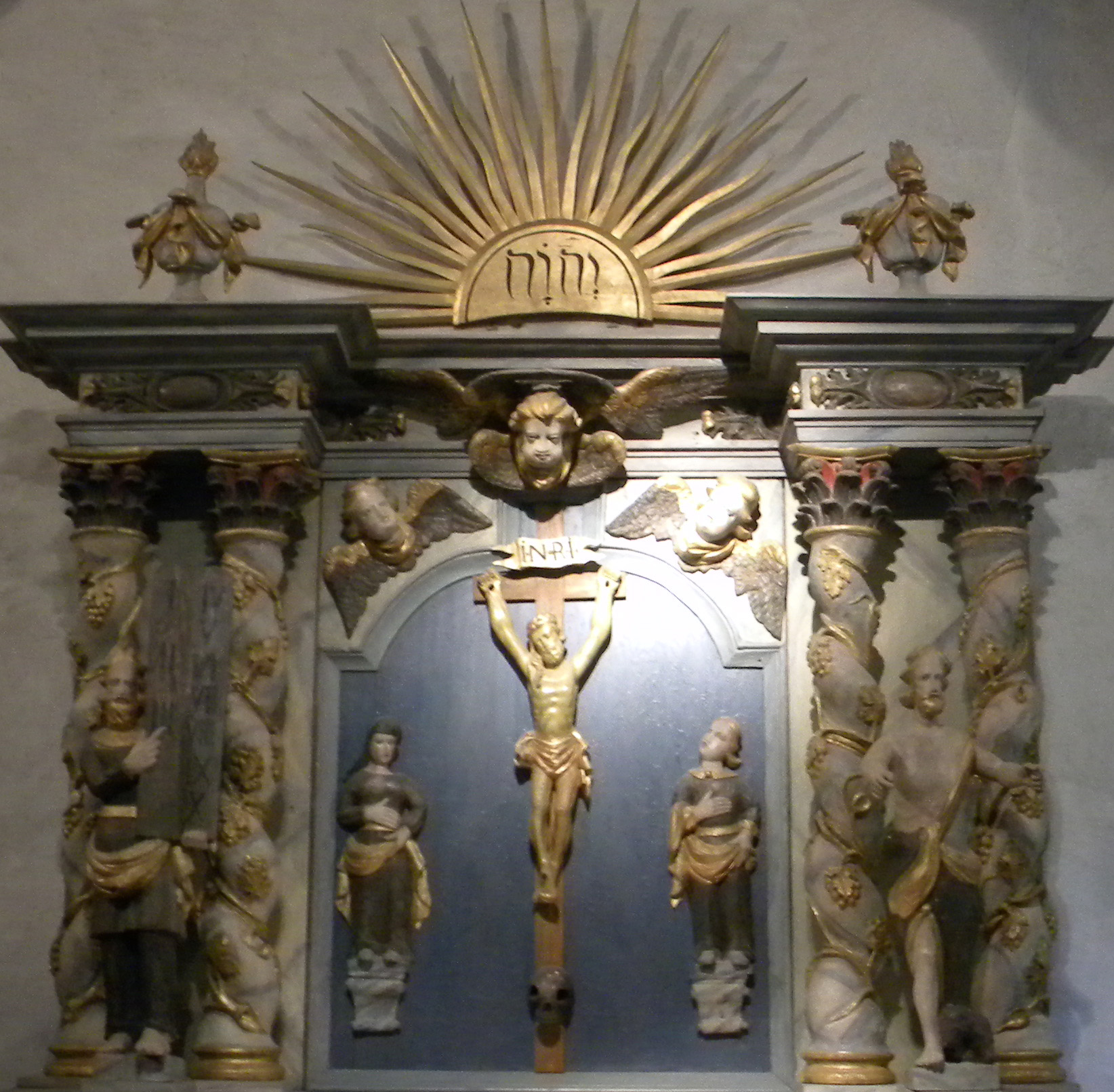
Altaruppsats med tetragrammet JHWH i Ödeshögs kyrka utförd 1703 av Olof Jonasson Wiström.

Olof (Olaus) Jonasson Wiström (Wijström), född 1666 troligen i Granby nära Vadstena, död 27 mars 1720 i Vadstena, var en svensk bildhuggare och målare.

## Biografi
Olof Wiström lärde sig troligen yrket hos bildhuggare Lars Gabrielsson i Vadstena. Han gifte sig 1704 med Brijtha Nilsdotter Wadstrand.
I dödsboken beskrivs Olof Jonasson Wiström som "Bildthuggare, Stenhuggare och Målare, snäll Man, men å lyckten något fantiserlig".

## Verk i urval
| År        | Plats                          | Bild | Arbete                                               | Bevarad | Kommentar |
| --------- | ------------------------------ | ---- | ---------------------------------------------------- | ------- | --- |
| 1685      | Orlunda kyrka                  |      | Dopfunt i trä                                        |         | |
| 1702(?)   | Fivelstads kyrka               |      | Altaruppsats                                         |         | "Jesu korsfästelse och uppståndelse", stofferad 1713(?). |
| 1703      | Svennevads kyrka               |      | Utsirning av predikstol med målning och förgyllning. |         | |
| 1703      | Ödeshögs kyrka                 |      | Altaruppsats                                         |         | mittpartiet Kristus på korset med Johannes och Maria samt på ramverket Moses och Johannes döparen. |
| 1704      | Orlunda kyrka                  |      | Altaruppsats och en dopfunt.                         |         | Altaruppsats med framställning av "Jesu korsfästelse, Moses & Johannes döparen". |
| 1703-1706 | Herrestads kyrka, Östergötland |      | Altaruppsats                                         |         | Altaruppsats visande på överdelen "Jesu uppståndelse" och därunder "Frälsarens, Jungfru Marias, Paulus, Johannes och flera apostlars bilder", väl målade och förgyllda. |
| 1708      | Svennevads kyrka               |      | Altaruppsats                                         |         | Möjligt arbete av Olof Wiström. Flyttad till Hallsbergs kyrka |
| 1706-1708 | Hardemo kyrka                  |      | Altaruppsats med målning.                            |         | "Jesu uppståndelse" omramad av broskverksornamentik blandat med frodiga akantusblad i karolinsk barock. Överst en reliefbild "Kristus som segerfursten". Målningen i mitten byttes 1804 ut mot en ny målning med samma motiv.                                                                                                 |
| 1711      | Källstads kyrka                |      | Altaruppsats                                         |         | Delar finns bevarade. |
| 1711-1712 | Hammars kyrka                  |      | Altaruppsats                                         |         | Framställning av "korsfästelsen" i relief i mitten och i övrigt skulpturer av "Moses, Johannes döparen, de fyra evangelisterna, en triumferande Kristus" samt på överstycket en relief föreställande "Gud Fader". Skulpturen är delvis klantigt utförd, kanske den är gjord av någon gesäll. Flyttad till Örebro läns museum. |
| 1712-1713 | Hagebyhöga kyrka               |      | Predikstol                                           |         | Predikstol med framställning av "Kristus och evangelisterna" - enligt Kindström "fullständigt lika dem i Svennevads kyrka" |
| 1717      | Hovs kyrka, Östergötland       |      | predikstol med figurskulpturer                       |         | |